# ملاكوه (مقاطعة فومن)
ملاكوه (بالفارسية: ملاکوه) هي قرية تقع في غيلان في إيران. يقدر عدد سكانها بـ 18 نسمة بحسب إحصاء 2016.